# Dominik Czaja
Dominik Czaja, né le 12 août 1995 à Cracovie, est un rameur polonais.

## Biographie
Il a remporté deux médailles aux Championnats du monde d'aviron, dans les années 2019 et 2022, et trois médailles aux Championnats d'Europe d'aviron, entre les années 2017 et 2022
Il participe aux Jeux olympiques de Tokyo en 2020, se classant quatrième dans l'épreuve de quatre de couple.

## Palmarès

### Championnats du monde
- 2019 à Ottensheim,  Autriche
  -  Médaille de bronze en quatre de couple
- 2022 à Račice,  Tchéquie
  -  Médaille d'or en quatre de couple

### Championnats d'Europe
- 2017 à Račice,  Tchéquie
  -  Médaille d'argent en deux de couple
- 2018 à Glasgow,  Écosse
  -  Médaille de bronze en deux de couple
- 2022 à Munich,  Allemagne
  -  Médaille d'argent en deux de couple
  -  Médaille d'argent en quatre de couple